# Hermann Albrecht (Schachspieler)

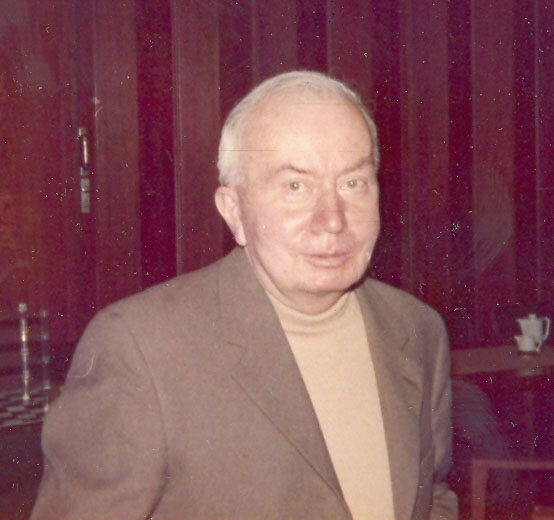
Hermann Albrecht auf einer Schwalbe-Tagung in den 1970er-Jahren

Hermann Albrecht (* 30. August 1915 in Marburg; † 26. Mai 1982 in Frankfurt am Main) war ein bekannter deutscher Komponist und Autor im Schach. Er schuf die in Fachkreisen berühmte Albrecht-Sammlung, eine Sammlung von Zweizügern.

## Schachkomposition
Albrecht veröffentlichte 1933 sein erstes Schachproblem. Er komponierte vorwiegend Zweizüger, insgesamt etwa 120 Stück. Nach dem Zweiten Weltkrieg reduzierte er seine Komponistentätigkeit zugunsten seiner Sammlung.
|   | a | b | c | d | e | f | g | h |   |
| 8 |   |   |   |   |   |   |   |   | 8 |
| 7 |   |   |   |   |   |   |   |   | 7 |
| 6 |   |   |   |   |   |   |   |   | 6 |
| 5 |   |   |   |   |   |   |   |   | 5 |
| 4 |   |   |   |   |   |   |   |   | 4 |
| 3 |   |   |   |   |   |   |   |   | 3 |
| 2 |   |   |   |   |   |   |   |   | 2 |
| 1 |   |   |   |   |   |   |   |   | 1 |
|   | a | b | c | d | e | f | g | h |   |

Lösung:

1. Dg7–e7! (droht Dg5 matt)

1. … Lf3xd5 2. d3–d4 matt (Ld5 und Sf2 sind gefesselt)

1. … Sf2xd3 2. d5–d6 matt (Sd3 und Lf3 sind gefesselt)

1. … De8xe7 2. Sc8xe7 matt

1. … Sh8–f7 (deckt das Feld g5) 2. De7–f6 matt (Sf7 verstellt Tf8)

1. … Sf2–h3 (deckt g5) 2. d5–d6 matt (Lf3 ist gefesselt)

## Albrecht-Sammlung
Seit 1933 sammelte Albrecht Zweizüger-Aufgaben. Er notierte diese auf Karteikarten. Gemeinsam mit Karl Heublein schuf er ein Klassifikationssystem. Dieses ermöglichte es ihm, Duplikate und Vorgänger zu finden. Zu seinem Tode bestand diese Sammlung aus etwa 76.000 Zweizügern (andere Quellen sprechen von 83.000 Aufgaben). Diese Sammlung wurde von Hans-Dieter Leiß (er führte die Sammlung bis zur laufenden Nummer 86.884 fort) und später von Udo Degener übernommen und inzwischen in eine Schachdatenbank übertragen.

## Autor
Albrecht schrieb viele wichtige Artikel zum Thema Zweizüger, die meist in der Zeitschrift Die Schwalbe veröffentlicht wurden. Von 1938 bis 1939 und nochmals von 1946 bis 1963 war er in Die Schwalbe verantwortlich für die Zweizüger-Rubrik.
Er fungierte als Preisrichter für Zweizüger und erhielt dafür 1957 von der FIDE den Titel Internationaler Schiedsrichter. Von 1956 bis 1958 war er im FIDE-Album für den Bereich Zweizüger verantwortlich.

## Privat
Nach seinem Studium von Germanistik, Anglistik und Geschichte von 1935 bis 1939 in Leipzig schlug er in Dresden und Zwickau die höhere Beamtenlaufbahn ein. 1944 wurde er zum Wehrdienst eingezogen und geriet in französische Kriegsgefangenschaft. Dort komponierte er aktiv Schachaufgaben. Nach seiner Freilassung 1946 arbeitete er zunächst als Dolmetscher für die amerikanischen Streitkräfte, ab 1950 als Redakteur und Übersetzer bei der Nachrichtenagentur AP in Frankfurt am Main.